# Татари (Великопольське воєводство)
Татари (пол. Tatary, нім. Grembow Abbau) — село в Польщі, у гміні Козьмін-Велькопольський Кротошинського повіту Великопольського воєводства.
Населення — 93 особи (2011).
У 1975-1998 роках село належало до Каліського воєводства.

## Демографія
Демографічна структура станом на 31 березня 2011 року:
|          | Загалом | Допрацездатний вік | Працездатний вік | Постпрацездатний вік |
| -------- | ------- | ------------------ | ---------------- | -------------------- |
| Чоловіки | 46      | 10                 | 30               | 6                    |
| Жінки    | 47      | 10                 | 26               | 11                   |
| Разом    | 93      | 20                 | 56               | 17                   |